# Lucrezia Sinigaglia
Lucrezia Sinigaglia (Abano Terme, 21 de agosto de 1990) es una deportista italiana que compitió en esgrima, especialista en la modalidad de sable. Ganó una medalla de bronce en el Campeonato Europeo de Esgrima de 2013, en la prueba por equipos.

## Palmarés internacional
| Campeonato Europeo | Campeonato Europeo | Campeonato Europeo | Campeonato Europeo |
| Año                | Lugar              | Medalla            | Prueba             |
| ------------------ | ------------------ | ------------------ | ------------------ |
| 2013               | Zagreb (Croacia)   | Medalla de bronce  | Sable por equipos  |